# 정폭도형

원

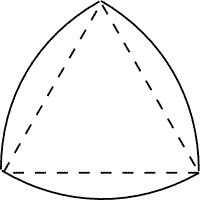
뢸로 삼각형

정폭도형(正幅圖形)은 도형과 접하는 두 평행선 사이의 거리가 항상 일정한 도형으로, 이때 두 평행선 사이의 거리를 폭이라고 한다. 즉, 정폭도형은 폭의 거리가 항상 일정한 도형이다.
정폭도형을 바닥에 굴릴 때 그 도형의 높이는 변하지 않고 일정하지만, 중심의 높이는 바뀔 수도 있다. 정폭도형에는 원이나 뢸로 다각형 등이 있다. 뢸로 삼각형은 수학에서 자주 등장하는 도형이기도 한다

## 같이 보기
- 바르비에의 정리